# Io e lui
Io e lui è un film del 1973 diretto da Luciano Salce.
Il soggetto è tratto dal romanzo omonimo di Alberto Moravia.

## Trama
Lo sceneggiatore Rico è intenzionato a dirigere il film che sta scrivendo: ma mentre vorrebbe sublimare la propria libido nella creatività, i consigli del suo membro lo spingono a concupire la sfatta moglie del produttore, e lo portano alla rovina.